# Ukhar-kupets
Pour plus de détails, voir Fiche technique et Distribution.
Ukhar kupets (Ухарь купец) est un court métrage russe réalisé par Vassili Gontcharov, sorti en 1909. C'est le premier film russe en couleurs. 

## Fiche technique
- Photographie : Joseph-Louis Mundwiller
- Type : couleur (peint à la main)[3]
- Décors : Mikhail Kojin
- Production : Pathé